# Lathroeus oreoderoides
Lathroeus oreoderoides là một loài bọ cánh cứng trong họ Cerambycidae.